# Музика Артур Сергійович
Арту́р Сергі́йович Музи́ка (13 травня 1978 — 9 лютого 2015) — військовослужбовець Збройних сил України. Учасник російсько-української війни, полковник (посмертно).

## Життєвий шлях
Родина Артура тривалий час жила в Грузії, де закінчив школу в Тбілісі. Вирішив стати військовим, 2002 року закінчив Полтавський військовий інститут зв'язку, у званні лейтенанта розпочав службу — в гарнізонах Дніпропетровської, Одеської, Харківської областей.
З 2011 року — підполковник у відділі організації зв'язку головного управління Генерального штабу ЗСУ.
9 лютого 2015 року вояки ЗСУ їхали на вантажівці ЗІЛ і штабному УАЗі від міста Артемівськ до Дебальцевого та потрапили під обстріл поблизу села Логвинове — у верхній частині «дебальцівського виступу». Дещо пізніше автівки було знайдено, а про військовиків не було відомостей. Тоді ж у ЗІЛі загинули майор Олексій Гуртов, старший лейтенант Василь Білак, сержант Роман Чорнобай, солдат Роман Совлич, в УАЗі — полковники Ігор Павлов та Сергій Циганок, майор Святослав Василенко, молодший сержант Антон Макаренко.
Перебував у списках зниклих безвісти, 4 березня 2015 року надійшло підтвердження про його смерть. 5 березня похований в рідній Ульянівці.
Без Артура лишилися батьки, сестри, дружина та син.

## Нагороди
- орден Богдана Хмельницького III ступеня  — указ Президента України № 270/2015 від 15 травня 2015 року  (посмертно)[1]